# Ernst Zais

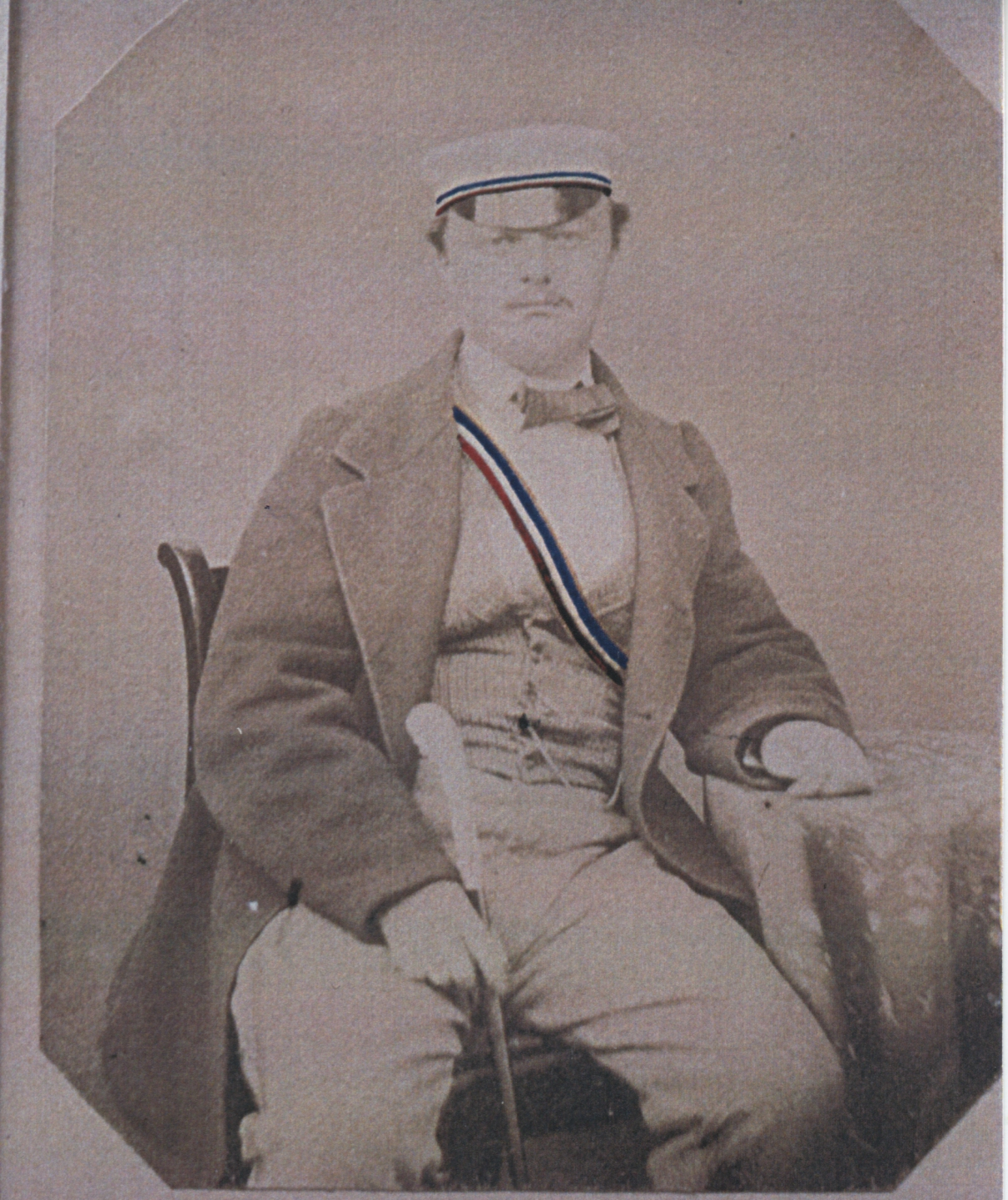
Ernst Zais am 31. Dezember 1860

Ernst Zais (* 23. August 1837 in Darmstadt; † 7. Juli 1903 in München) war ein deutscher Forscher, insbesondere des Westerwälder Steinzeugs und Mäzen.

## Leben
Ernst Zais wurde als zweiter Sohn des Arztes und Besitzers des Badhaus und Hotel „Vier Jahreszeiten“ zu Wiesbaden Wilhelm Zais und seiner Ehefrau Adolfine, geb. Floret, in Darmstadt geboren. Sein Großvater war der Stadtplaner und klassizistische Architekt Christian Zais. Er sollte wohl wie sein Vater und weitere Vorfahren nach seiner fundierten Ausbildung Medizin studieren, dazu schrieb er sich an der Universität in Würzburg ein. Er trat der Studentenverbindung Corps Rhenania bei und erhielt am 28. November 1860 das dreifarbige Band. Sein älterer, 1836 geborener Bruder Wilhelm führte das oben genannte Hotel weiter, wobei Ernst Zais und die anderen Geschwister finanziell ebenfalls abgesichert waren. So blieb es ihm unbenommen, seinen vielfältigen Neigungen nachzugehen. Ein Bild vom 31. Dezember 1860 findet sich im Wiesbadener Stadtarchiv.
Zum 1. Januar 1872 gründete er mit Rechtsanwalt Emil Lang und Buchdruckereibesitzer Adolph Stein die Firma Ernst Zais und Comp.
Das Ergebnis seiner Sammler- und Forschungstätigkeit waren eine umfangreiche Stoffsammlung, 12. bis 15. Jahrhundert, und die damals „größte und vollständigste in sich geschlossene Sammlung Westerwälder Steinzeugs“, die er dem Kölner Kunstgewerbemuseum am Ende seines Lebens überließ.
Er war ein umfassend gebildeter Privatgelehrter, der in der „Allgemeinen Deutschen Biographie (ADB)“ Artikel über Melchior Aconitus, Valentin Arnoldi, Graf Arnstein, Friedrich L. von Botzenheim, Wilrad Burchardi, Hermann Bär und Heinrich L. C. Böttger schrieb. 1872 verfasste er einen Nekrolog auf Karl Rossel 1877 veröffentlichte er zwei Briefe Goethes an Lehne. Er arbeitete über das Erzstift Mainz und ließ sich über den Begriff „Nictrenses“ aus.
Inzwischen reiften seine Erkenntnisse über Porzellan und Steingut, so erfolgte als erste Veröffentlichung, über ein solches Thema, seiner Ergebnisse über die Porzellan-Manufaktur zu Höchst. Diese Arbeit war wegweisend und wird in vielen Publikationen bis heute zitiert. Im gleichen Jahr erschien ein Artikel über das Mainzische Bauwesen sowie über deren Kultur-, Kunst- und Handwerker-Geschichte.
Parallel hatte er bis jetzt gegraben, verglichen und geforscht, um eine Ordnung in die gefundenen Scherben zu bekommen. Vieles wurde den Manufakturen in Raeren, Köln oder Siegburg zugeschrieben. Für Ernst Zais jedoch kristallisierte sich heraus, dass es ein eigenständiges Westerwälder Steinzeug gegeben hatte und gab. Wiesbaden war dem weitgereisten Forscher und Kunstsinnigen inzwischen zu provinziell, denn er verzog 1886 nach München, genauer nach Schwabing, wo um die Jahrhundertwende die Kunst, Künstler und Intellektuelle ihre Heimat hatten.
Mit einem Beitrag über die Fayencefabrik zu Göggingen eröffnete er eine Folge von Artikeln in der „Bayerischen Gewerbe-Zeitung“ 1890 ließ er sich noch einmal über andere Metiers aus, die Möbel von Roentgen und französisches Glas im Taunus. Ernst Zais machte sich auch Gedanken darüber „welche Gegenstände aus dem Gebiet des Regierungsbezirks Wiesbaden, von denen es wünschenswert ist, daß sie unserer kunstgewerblichen Leihausstellung überlassen werden“. Dies waren Vorschläge für die Wiesbadener Gewerbeausstellung 1895.
Im Wochenblatt der Frankfurter Zeitung referierte er über Kölner Steinzeug und setzte sich kritisch mit den Veröffentlichungen des August Demmin auseinander und verriss den „Grundriss der Keramik“ des Johann Friedrich Jännicke in seinem Beitrag über die „Technologie des Nymphenburger Porzellans“, siehe weiter unten. Im gleichen Jahre veröffentlichte er über das Frankenthaler Porzellan. Gemeinsam mit Paul Richter beschrieb er die „Thonindustrie des Kannenbäckerlandes auf dem Westerwalde“. Ebenfalls 1895 berichtete er über die Fayencefabrik Dirmstein. Er kümmerte sich nun um die Porzellanfabriken, die in Bayern lagen wie München und Künnersberg, Nymphenberger Porzellan und Friedberg, Amberg und Passau 1897.
Er kam nochmals auf seine Heimat zurück, indem er über Melchiors Projekt zum Grabmal des Kurfürsten Emmerich Josef von Mainz schrieb. Seine letzte Veröffentlichung entnehmen wir den „Nassauischen Annalen“, es ging um „Ein Inventar der St. Valentinskirche zu Kiedrich“.
Seine Forschungsergebnisse über das Rheinische Steinzeug übergab er, da er schwer erkrankt war, Otto von Falke, dem Leiter des Kunstgewerbemuseums in Köln, heute Museum für Angewandte Kunst Köln. Seine oben bereits erwähnte umfangreiche Stoffsammlung und auch die Sammlung des Westerwälder Steinzeugs vermachte er dem Kunstgewerbemuseum Köln. Auch überließ er diesem Museum Geldzuwendungen, mit der Auflage seine Forschungsergebnisse zu veröffentlichen und um seine Steinzeugsammlung zu mehren. Dies ist bei Brigitte Klesse nachzulesen. Otto von Falke übernahm die Erkenntnisse von Ernst Zais und veröffentlichte diese in zwei Bänden.
„In seinem Vorwort stellte er heraus, dass das Entstehen seiner Arbeit dem Vermächtnis des Kunstforschers und Sammlers Ernst Zais zu verdanken ist. Weiter führte er an, dass der Abschnitt über den Westerwald im Wesentlichen die Forschungsergebnisse von Zais enthält. Das Vorwort als Ganzes ist eine Hommage an Ernst Zais.“ Diese Zeilen entnehme ich dem Buch von Gerd Kessler. Ihm verdanken wir nicht nur einen Artikel zum 100. Todestag des Ernst Zais in der Westerwälder Zeitung, sondern auch weitere Veröffentlichungen in Fachzeitschriften und Vorträgen, sogar in den USA.
Neben seinen Forschungen verstand sich Ernst Zais auch als Mäzen, denn der Verein für Nassauische Altertümer, das Germanische National Museum und andere Museen verdanken ihm Bücher, Bilder, Karten und andere erlesene Dinge. Auch die University of Toronto nennt ihn als „benefactor“, nachdem dort am 14. Februar 1890 ein großes Feuer gewütet hatte. Am 7. Juli 1903 starb Ernst Zais unverheiratet. Er hatte ein Testament aufgesetzt und als Testamentsvollstrecker Max Friedlaender, ersatzweise Hugo Jacoby eingesetzt. Das Testament befindet sich beim Museum für Angewandte Kunst Köln, in dem das Kunstgewerbemuseum aufgegangen ist. Seine Arbeiten wurden und werden immer noch zitiert.